# Anomala ishidai
Anomala ishidai är en skalbaggsart som beskrevs av Niijima och Sôichirô Kinoshita 1927. Anomala ishidai ingår i släktet Anomala och familjen Rutelidae. Inga underarter finns listade i Catalogue of Life.